# حاكم سانت لوسيا العام
الحاكم العام في سانت لوسيا، هو خليفة عاهل سانت لوسيا، وهو حاليا الملكة إليزابيث الثانية. المقر الرسمي للحاكم العام هو دار الحكومة.
أُنشئ منصب الحاكم العام منذ مُنحت سانت لوسيا استقلالها في 22 فبراير 1979، وهو ما يعادل المنصب الذي كان موجودا من قبل وهو حاكم سانت لوسيا.

## حكام سانت لوسيا العامون (1979–حتى الآن)
| من             | إلى            | الاسم                        | تعليقات          |
| -------------- | -------------- | ---------------------------- | ---------------- |
| 22 فبراير 1979 | 19 يونيو 1980  | السير ألين مونتغمري لويس     | أول مرة.         |
| 19 يونيو 1980  | 13 ديسمبر 1982 | بوسويل ويليامز               | استقال من منصبه. |
| 13 ديسمبر 1982 | 30 أبريل 1987  | السير ألين مونتغمري لويس     | المرة الثانية.   |
| 30 أبريل 1987  | 10 أكتوبر 1988 | فنسنت فلواساك                | بالنيابة.        |
| 10 أكتوبر 1988 | 1 يونيو 1996   | السير ستانيسلاوس أنتوني جيمس |                  |
| 1 يونيو 1996   | 17 سبتمبر 1997 | السير جورج ماليت             |                  |
| 17 سبتمبر 1997 | في المنصب      | السيدة بيرليت لويزي          |                  |

## وصلات خارجية
- رأس الدولة، سانت لوسيا
- مكتب الحاكم العام في سانت لوسيا